# Nuoto ai Giochi della V Olimpiade - 400 metri rana maschili
La gara dei 400 metri rana maschili dei Giochi di Stoccolma 1912 venne disputata tra l'8 e il 12 luglio e vide la partecipazione di 17 atleti in rappresentanza di 11 nazioni.
La distanza dei 400 metri rana venne inserita nel programma olimpico in questa edizione; in precedenza si era disputata una gara sulle 440 iarde nell'edizione di St. Louis 1904.
Il tedesco Walter Bathe bissò il successo ottenuto due giorni prima sui 200 metri, precedendo sul podio lo svedese Thor Henning e il britannico Percy Courtman.

## Primo turno
- Batteria 1

| Pos. | Atleta          | Nazione       | Tempo  | Note |
| ---- | --------------- | ------------- | ------ | ---- |
| 1    | Thor Henning    | Svezia        | 6'52.4 | Q,   |
| 2    | George Innocent | Gran Bretagna | 7'07"8 | Q    |
| -    | Josef Wastl     | Austria       | -      | DNF  |
| -    | Oszkár Demján   | Ungheria      | -      | SQ   |

- Batteria 2

| Pos. | Atleta           | Nazione     | Tempo  | Note |
| ---- | ---------------- | ----------- | ------ | ---- |
| 1    | Paul Malisch     | Germania    | 6'47"0 | Q,   |
| 2    | Lennart Lindroos | Finlandia   | 7'00"0 | Q    |
| 3    | Nils Andersson   | Svezia      | 7'17"0 |      |
| -    | Mike McDermott   | Stati Uniti | -      | SQ   |

- Batteria 3

| Pos. | Atleta               | Nazione     | Tempo  | Note |
| ---- | -------------------- | ----------- | ------ | ---- |
| 1    | Willy Lützow         | Germania    | 6'49"8 | Q    |
| 2    | Félicien Courbet     | Belgio      | 6'52"6 | Q    |
| 3    | Zeno von Singalewicz | Austria     | 7'04"0 | Q    |
| 4    | Frank Schryver       | Australasia | 7'07"8 |      |

- Batteria 4

| Pos. | Atleta           | Nazione       | Tempo  | Note |
| ---- | ---------------- | ------------- | ------ | ---- |
| 1    | Percy Courtman   | Gran Bretagna | 6'43"8 | Q,   |
| 2    | Arvo Aaltonen    | Finlandia     | 6'48"8 | Q    |
| 3    | Vilhelm Lindgrén | Finlandia     | 7'12"6 |      |

- Batteria 5

| Pos. | Atleta          | Nazione  | Tempo  | Note |
| ---- | --------------- | -------- | ------ | ---- |
| 1    | Walter Bathe    | Germania | 6'34"6 | Q,   |
| 2    | Georgy Baimakov | Russia   | 7'28"6 | Q    |

## Semifinali
- Batteria 1

| Pos. | Atleta               | Nazione       | Tempo  | Note |
| ---- | -------------------- | ------------- | ------ | ---- |
| 1    | Walter Bathe         | Germania      | 6'32"0 | Q,   |
| 2    | Thor Henning         | Svezia        | 6'32"0 | QU   |
| 3    | Percy Courtman       | Gran Bretagna | 6'36"6 | Q    |
| 4    | Félicien Courbet     | Belgio        | 6'59"8 |      |
| -    | Zeno von Singalewicz | Austria       | -      | DNF  |

- Batteria 2

| Pos. | Atleta           | Nazione       | Tempo  | Note |
| ---- | ---------------- | ------------- | ------ | ---- |
| 1    | Willy Lützow     | Germania      | 6'44"6 | Q    |
| 2    | Paul Malisch     | Germania      | 6'47"6 | Q    |
| 3    | Arvo Aaltonen    | Finlandia     | 6'56"8 |      |
| 4    | Lennart Lindroos | Finlandia     | 7'00"4 |      |
| -    | George Innocent  | Gran Bretagna | -      | DNF  |

## Finale
| Pos.    | Atleta         | Nazione       | Tempo  | Note            |
| ------- | -------------- | ------------- | ------ | --------------- |
| Oro     | Walter Bathe   | Germania      | 6'29"6 | Record olimpico |
| Argento | Thor Henning   | Svezia        | 6'35"6 |                 |
| Bronzo  | Percy Courtman | Gran Bretagna | 6'36"4 |                 |
| 4       | Paul Malisch   | Germania      | 6'37"0 |                 |
| -       | Willy Lützow   | Germania      | -      | DNF             |